# World Mind Sports Games 2008
Il primo World Mind Sports Games si è tenuto a Pechino, Cina al termine delle Olimpiadi di Pechino dal 3 al 18 ottobre 2008. 35 medaglie d'oro sono state assegnate ad altrettanti vincitori che hanno saputo primeggiare nei loro tornei in mezzo a 2.763 partecipanti provenienti da 143 nazioni.
Si sono disputate competizioni in 5 diversi sport mentali: Bridge (1452 partecipanti), Go (560 partecipanti), Scacchi (338 partecipanti), Dama (288 partecipanti) e Xiangqi (125 partecipanti).

## Discipline

### Bridge
| Evento                | Oro                                     | Argento                          | Bronzo                            |
| Individuale maschile  | Tor Helness                             | Geir Helgemo                     | Andrey Gromov                     |
| Individuale femminile | Midskog Katarina                        | Anne Fréderique Levy             | Yan Ru                            |
| Squadre U21           | Francia                                 | Inghilterra                      | Cina                              |
| Squadre U26           | Danimarca                               | Polonia                          | Norvegia                          |
| Squadre U28           | Norvegia                                | Polonia                          | Cina                              |
| Giovanile a coppie    | Mehmet Remzi Sakirler / Melih Osman Sen | Lotan Fisher / Ron Haim Schwartz | Joanna Krawczyk / Piotr Tuczynski |
| Giovanile individuale | Salih Murat Anter                       | Radu Nistor                      | Lars Arthur Johansen              |
| Open                  | Italia                                  | Inghilterra                      | Norvegia                          |
| Squadre femminile     | Inghilterra                             | Cina                             | USA                               |

### Scacchi
| Evento                      | Oro                                             | Argento                            | Bronzo                                    |
| Individuale maschile lampo  | Martyn Kravciv                                  | Yuriy Drozdovsky                   | Hristos Banikas                           |
| Individuale femminile lampo | Alexandra Kosteniuk                             | Antoaneta Stefanova                | Hou Yifan                                 |
| Individuale maschile rapid  | Bu Xiangzhi                                     | Anton Korobov                      | Zhang Zhong                               |
| Individuale femminile rapid | Antoaneta Stefanova                             | Zhao Xue                           | Huang Qian                                |
| Coppie miste lampo          | Carlos Matamoros Franco / Martha Fierro Baquero | Krishnan Sasikiran / Tania Sachdev | Valeriy Aveskulov / Tatjana Vasilevich    |
| Coppie miste rapid          | Ni Hua / Hou Yifan                              | Dao Thien Hai / Le Kieu Thien Kim  | Ehsan Ghaem Maghami / Atousa Pourkashiyan |
| Squadre maschili lampo      | Ungheria                                        | Cina                               | Ucraina                                   |
| Squadre femminili lampo     | Russia                                          | Cina                               | Vietnam                                   |
| Squadre maschili rapid      | Cina                                            | Ucraina                            | Iran                                      |
| Squadre femminili rapid     | Cina                                            | Ucraina                            | Russia                                    |

### Go
| Evento                | Oro                                | Argento                              | Bronzo                        |
| Individuale maschile  | Kang Dong-yoon 7p                  | Park Jung-sang 9p                    | Li Zhe 6p                     |
| Individuale femminile | Song Ronghui 1p                    | Lee Min-jin 5p                       | Park Ji-eun 9p                |
| Open                  | Jo Sae-byol 7d                     | Ham Young-woo 7d                     | Lee Yong-hee 6d               |
| Squadre maschile      | Corea del Sud                      | Cina                                 | Giappone                      |
| Squadre femminile     | Cina                               | Corea del Sud                        | Giappone                      |
| Coppia                | Huang Yizhong 7p ／ Fan Weijing 2p | Chou Chun-Hsun 9p ／ Hsieh Yi-Min 4p | On So-jin 4p ／ Lee Ha-jin 3p |

### Dama
| Evento                               | Oro                 | Argento             | Bronzo               |
| International Draughts 100sq (Men)   | Alexander Georgiev  | Alexander Getmanski | Guntis Valneris      |
| International Draughts 100sq (Women) | Zoja Golubeva       | Tanja Chub          | Tamara Tansykkuzhina |
| Russian Draughts 64sq (Women)        | Viktoriya Motrichko | Elena Miskova       | Julia Romanskaia     |
| Brazilian Draughts 64sq (Men)        | Dashkov Oleg        | Ion Dosca           | Belosheev Sergey     |
| Checkers (Misto)                     | Alex Moiseyev       | Ron King            | Raivis Paegle        |

### Xiangqi
| Evento              | Oro         | Argento       | Bronzo        |
| Rapid (Uomini)      | Wang Yang   | Jiang Chuan   | Zhao Ruquan   |
| Individuale (Donne) | Wang linna  | Zhao Guanfang | Ngo Lan Huong |
| Individual (Uomini) | Xu Yinchuan | Hong Zhi      | Look Kongdwa  |
| Team (Donne)        | Cina        | Australia     | Vietnam       |
| Team (Uomini)       | Cina        | Vietnam       | Hong Kong     |

## Medagliere
| Posiz | Squadra        |    |   |   | Tot. |
| ----- | -------------- | -- | - | - | ---- |
| 1     | Cina           | 12 | 8 | 6 | 26   |
| 2     | Russia         | 4  | 1 | 3 | 8    |
| 3     | Corea del Sud  | 2  | 4 | 3 | 9    |
| 3     | Ucraina        | 2  | 4 | 3 | 9    |
| 5     | Norvegia       | 2  | 1 | 3 | 6    |
| 6     | Turchia        | 2  | 0 | 0 | 2    |
| 7     | Inghilterra    | 1  | 2 | 0 | 3    |
| 8     | Bulgaria       | 1  | 1 | 0 | 2    |
| 8     | Francia        | 1  | 1 | 0 | 2    |
| 10    | Lettonia       | 1  | 0 | 2 | 3    |
| 11    | USA            | 1  | 0 | 1 | 2    |
| 12    | Corea del Nord | 1  | 0 | 0 | 1    |
| 12    | Svezia         | 1  | 0 | 0 | 1    |
| 12    | Danimarca      | 1  | 0 | 0 | 1    |
| 12    | Ecuador        | 1  | 0 | 0 | 1    |
| 12    | Ungheria       | 1  | 0 | 0 | 1    |
| 12    | Italia         | 1  | 0 | 0 | 1    |
| 18    | Vietnam        | 0  | 2 | 3 | 5    |
| 19    | Polonia        | 0  | 2 | 1 | 3    |
| 19    | Moldova        | 0  | 2 | 1 | 3    |
| 21    | Paesi Bassi    | 0  | 1 | 0 | 1    |
| 21    | Romania        | 0  | 1 | 0 | 1    |
| 21    | Taipei         | 0  | 1 | 0 | 1    |
| 21    | Australia      | 0  | 1 | 0 | 1    |
| 21    | Barbados       | 0  | 1 | 0 | 1    |
| 21    | India          | 0  | 1 | 0 | 1    |
| 21    | Israele        | 0  | 1 | 0 | 1    |
| 28    | Hong Kong      | 0  | 0 | 2 | 2    |
| 28    | Iran           | 0  | 0 | 2 | 2    |
| 28    | Giappone       | 0  | 0 | 2 | 2    |
| 31    | Malaysia       | 0  | 0 | 1 | 1    |
| 31    | Singapore      | 0  | 0 | 1 | 1    |
| 31    | Grecia         | 0  | 0 | 1 | 1    |